# Mariensäule (Schwifting)

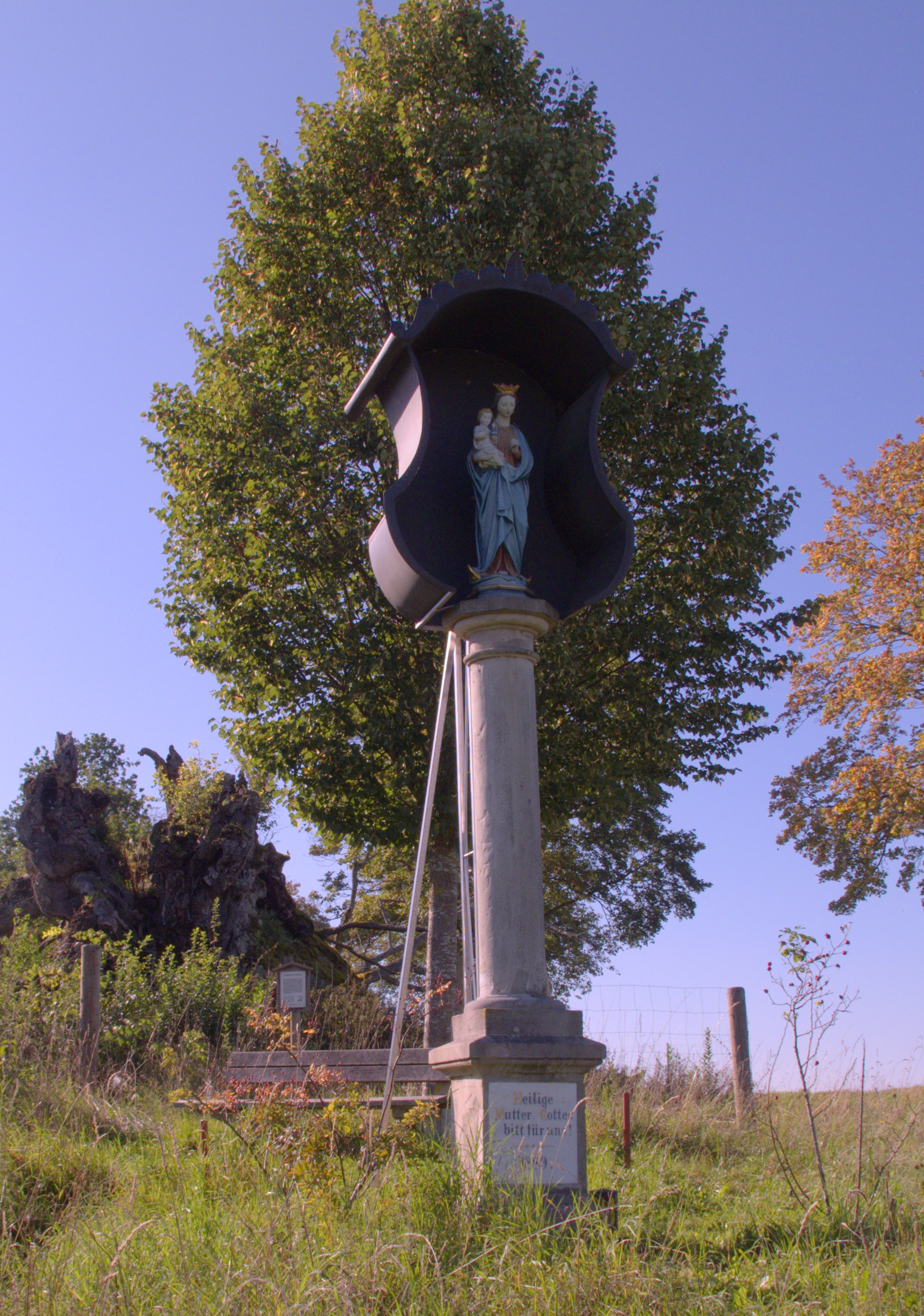
Mariensäule in Schwifting

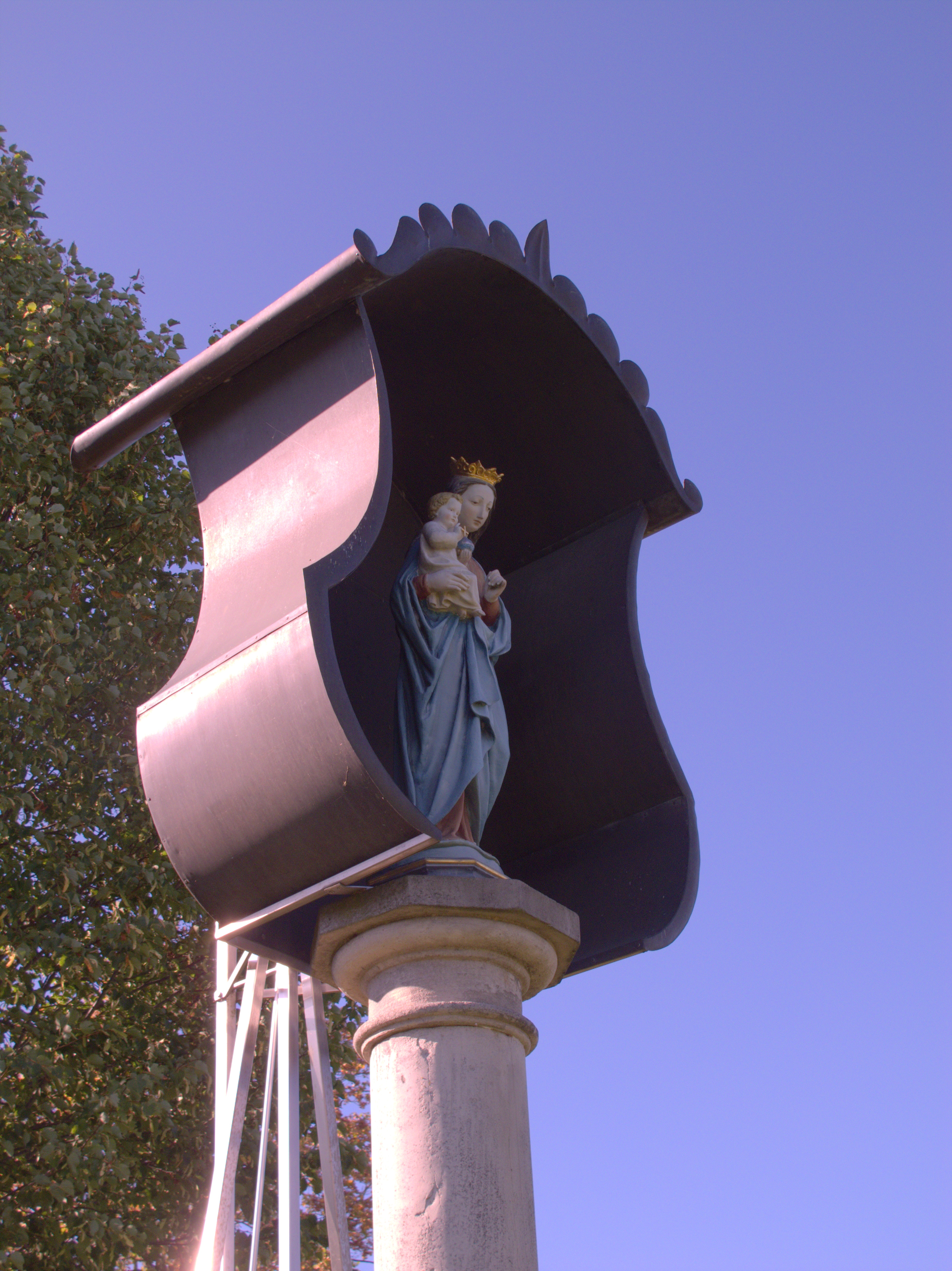
Figur der Madonna mit Kind

Die Mariensäule in Schwifting, einer Gemeinde im oberbayerischen Landkreis Landsberg am Lech, wurde 1889 an der Stelle errichtet, wo bereits seit 1738 eine Säule mit dem Bildnis der Hohenpeißenberger Muttergottes aufgestellt war. Die Mariensäule an der Straße nach Landsberg am Lech ist ein geschütztes Baudenkmal.
Neben der Sandsteinsäule mit der Figur einer Madonna mit Kind, die 2004 durch eine Nachbildung ersetzt wurde, stand eine circa 280 Jahre alte sogenannte Marienlinde, die 2005 durch einen Sturm gefällt wurde. Die zum Dorf ausgerichtete Säule steht auf einem rechteckigen Sockel mit einer Inschriftentafel aus Carrara-Marmor.